# Павлинчук, Валерий Алексеевич
Валерий Алексеевич Павлинчук (9 августа 1937, Винница — 31 июля 1968, Обнинск, Калужская область) — советский учёный, общественный деятель. Один из составителей и редакторов сборников «Физики шутят» и «Физики продолжают шутить».

## Биография
Сын военного. В 1962 г. окончил Уральский политехнический институт (с красным дипломом) по специальности инженер-физик.
Работал в теоретическом отделе ФЭИ, одновременно преподавал в Обнинском филиале МИФИ. Кандидат физико-математических наук, автор научных исследований в области ядерной физики.
Общественник — секретарь парторганизации отдела, был инициатором создания обнинской команды КВН.
В 1966 году молодые сотрудники ФЭИ В. Ф. Турчин, В. Павлинчук, Н. С. Работнов и Ю. В. Конобеев выпустили в издательстве «Мир» сборник «Физики шутят», и через два года — «Физики продолжают шутить» тиражом 300 тысяч экземпляров.
В марте 1968 г. за распространение «антисоветской» литературы (информационного бюллетеня «Хроника текущих событий») исключен из КПСС. Вскоре был отстранен от работы в теоретическом отделе.
Умер 31 июля 1968 года в больнице в результате тяжелой болезни почек и воспаления лёгких.
Похоронен на Кончаловском кладбище. На могиле памятник работы скульптора-абстракциониста Вадима Сидура.